# Vương (họ)
Vương (chữ Hán: 王) một họ trong tên gọi đầy đủ có nguồn gốc là người Á Đông. Họ này có mặt tại Trung Quốc, Triều Tiên và Việt Nam. Ba họ phổ biến nhất Trung Quốc là Lý, Trương và Vương với tỉ lệ dân số mang các họ này lần lượt là 7,9%, 7,4% và 7,1%; hiển nhiên trở thành những họ phổ biến nhất thế giới.

## Họ Vương tại các nước
Trong danh sách Bách gia tính của Trung Quốc họ này đứng thứ 1, về mức độ phổ biến họ này xếp thứ 5 ở Trung Quốc theo thống kê năm 2007. Một số nhân vật họ Vương nổi tiếng hiện nay và được đề cập trong sử sách như:

### Singapore

Vương Đỉnh Xương là tổng thống thứ năm của Singapore từ năm 1993 đến 1999.

- Vương Đỉnh Xương là một chính trị gia, doanh nhân người Singapore và là tổng thống thứ năm của Singapore từ năm 1993 đến 1999.

### Việt Nam
- Vương Thị Tiên, tức Ngọc Quang Công chúa, nữ tướng thời Hai Bà Trưng. Được Trưng Nữ Vương phong Ngọc Quang công chúa. Bà được xem là vị nữ thần Việt Nam vì được cho là đã có công giúp dân cấy lúa vào thời Lý.
- Vương Giát, trạng nguyên.
- Vương Thế Lộc, thám hoa.
- Vương Hữu Phùng, thám hoa.
- Vương Hồng Sển, nhà văn hóa, học giả, nhà sưu tập đồ cổ.
- Anh Thơ (tên thật: Vương Kiều Ân), nhà thơ.
- Vương Hữu Nhơn, Tổng Kiểm toán Nhà nước Việt Nam đầu tiên, nguyên Thứ Trưởng Bộ Tài chính Việt Nam, nguyên Phó Chủ tịch UBND Ủy ban nhân dân Thành phố Hồ Chí Minh.
- Vương Đình Huệ, nguyên Chủ tịch Quốc hội Việt Nam.
- Vương Bình Thạnh, nguyên Chủ tịch UBND tỉnh An Giang.
- Vương Chính Đức, Vua H'Mông (Vua Mèo), chủ nhân dinh thự họ Vương ở Hà Giang.
- Vương Anh Tuấn, Giám Đốc Điều Hành Khách sạn Continental, Phó Giám Đốc Điều Hành Tổng công ty Du lịch Sài Gòn
- Vương Văn Huy, cầu thủ bóng đá Việt Nam.
- Vương Thừa Vũ, trung tướng, chỉ huy trưởng quân đoàn 308
- Vương Anh Tú, ca sĩ.
- Thiên Minh (tên thật: Vương Bảo Trung), nhiếp ảnh gia.
- Mr. Siro (tên thật: Vương Quốc Tuân), nhạc sĩ.

### Triều Tiên
- Tại Triều Tiên, họ Vương thiết lập nên cả một triều đại là vương triều Cao Ly.
- Jeon Ji Hyun (tên thật: Wang Ji Hyun, Hán Việt: Vương Trí Hiền), là một diễn viên kiêm người mẫu Hàn Quốc.

### Trung Quốc
- Vương Tiễn: đại danh tướng nhà Tần cuối thời Chiến Quốc
- Vương An Thạch: Nhà chính trị-kinh tế-nhà văn Trung Quốc.
- Vương Chiêu Quân: Một cung phi nổi tiếng của Hán Nguyên Đế về sắc đẹp - đứng trong tứ đại mỹ nhân Trung Quốc của mọi thời đại và về nỗi đau khổ mà nàng phải gánh chịu khi đi cống Hồ.
- Vương Chính Quân: Hoàng hậu của Hán Nguyên Đế, là vị hoàng hậu thọ nhất trong lịch sử Trung Quốc, kéo dài hơn 7 đời vua của triều Tây Hán.
- Vương Mãng, hoàng đế nhà Tân.
- Vương Thế Sung: đại thần nhà Tùy, một thế lực cát cứ cuối thời Tùy đầu đời Đường
- Vương Hoàng hậu, 1 hoàng hậu bị thất sủng của Đường Cao Tông, bị Võ hậu giết chết
- Hiếu Cảnh Vương Hoàng hậu, hoàng hậu thứ hai của Hán Cảnh Đế, sinh mẫu của Hán Vũ Đế
- Vương Tiến Bảo, tướng lĩnh Nhà Thành
- Vương Bột: Nhà thơ Trung Quốc, tự Tử An, nằm trong tứ kiệt đời Đường (Vương Bột, Dương Quýnh, Lư Chiếu Lân, Lạc Tân Vương) - bài thơ nổi tiếng nhất của ông có lẽ là Đằng vương các.
- Vương Duy: Thi nhân đời Đường, tự Ma Cật, ông còn đạt thành tựu cao trong hội họa, âm nhạc, thư pháp.
- Vương Xương Linh: Thi nhân, tự Thiếu Bá, với sở trường là thơ thất ngôn tuyệt cú.
- Vương Loan: Thi nhân đời Đường.
- Vương Kiến: Thi nhân, tự Trọng Sơ, nổi tiếng ngang với Trương Tịch.
- Vương Chi Hoán: Thi nhân đời Đường, được người đương thời tặng cho tên Thi Thiên Tử nhờ bài thơ Xuất Tái - Lương Châu Từ.
- Vương Giá: Thi nhân.
- Vương Hàn: Thi nhân đời Đường, tự Tử Vũ - một trong 2 bài "Lương Châu từ" của ông đã trở thành bất hủ (Vương Hàn có 2 bài trùng tên "Lương Châu từ").
- Vương Trùng Dương, người sáng lập Toàn Chân Giáo
- Vương Thông: Tướng chỉ huy quân Minh thời kì khởi nghĩa Lê Lợi.
- Vương Chấn, hoạn quan, qua đại thần nhà Minh thời Minh Anh Tông.
- Vương Diệu Vũ, Tướng lĩnh quân đội Quốc dân Đảng Trung Hoa
- Vương Kỳ Sơn, Ủy viên Ban Thường vụ Bộ Chính trị Đảng Cộng sản Trung Quốc
- Vương Nghị, Bộ trưởng Bộ Ngoại giao Trung Quốc
- Vương Hỗ Ninh, Chủ tịch Chính hiệp Trung Quốc
- Vương Ninh, Tư lệnh Tổng bộ Cảnh sát vũ trang Trung Quốc
- Vương Kiện Lâm, tỷ phú, chủ tịch tập đoàn Vạn Đạt
- Vương Gia Lương, kỳ thủ cờ tướng Trung Quốc sứ Hoa Bắc, được tôn là "Quan Đông đệ nhất danh kỳ", "Bắc Vương thái đầu", là sư phụ của nhiều danh thủ nổi tiếng của làng cờ Trung Quốc
- Vương Thiên Nhất, kỳ thủ cờ tướng Trung Quốc, vô địch Trung Quốc năm 2012 , 2016, 2019. Vô địch thế giới năm 2013 , 2017. Là kỳ thủ có hệ số Elo cao nhất làng cờ Trung Quốc với biệt danh "Ngoại tinh lai khách" đồng nghĩa là kỳ thủ số một thế giới hiện tại.
- Vương Lâm Na, kỳ thủ cờ tướng Trung Quốc, vô địch Trung Quốc năm 1997, 2000, 2009, 2014 và vô địch thế giới năm 2001, 2015
- Vương Tấn (diễn viên), đạo diễn
- Vương Phi, ca sĩ
- Vương Tổ Lam, diễn viên, nghệ sĩ hài, ca sĩ.
- Vương Tổ Hiền, diễn viên
- Vương Bảo Cường, diễn viên
- Vương Khải (diễn viên)
- Vương Đại Lục, diễn viên
- Vương Diễm, diễn viên
- Vương Âu, diễn viên
- Vương Tử Văn, diễn viên
- Vương Lệ Khôn, diễn viên
- Vương Tử Vy, diễn viên
- Vương Hiểu Thần, diễn viên
- Vương Tình, diễn viên phim Thời Gian Và Em Đều Ngọt Ngào
- Vương Linh Hoa, diễn viên múa
- Vương Tâm Lăng, ca sĩ, diễn viên Đài Loan
- Vương Lực Hoành ca sĩ, diễn viên Đài Loan
- Vương Nguyên ca sĩ nhóm nhạc TFBOYS
- Vương Tuấn Khải ca sĩ nhóm nhạc TFBOYS
- Vương Nhất Bác, ca sĩ, thành viên nhóm nhạc Uniq (ban nhạc)
- Jackson Wang, tên thật là Vương Gia Nhĩ, rapper người Hồng Kông, thành viên nhóm nhạc Kpop GOT7.
- Vương Phi Phi (Fei) nữ ca sĩ người Trung Quốc, cựu thành viên nhóm nhạc Miss A
- Vương Tử Dị, rapper người Trung Quốc, cựu thành viên nhóm nhạc Nine Percent
- Vương Lâm Khải, rapper người Trung Quốc, cựu thành viên nhóm nhạc Nine Percent

### Nhật Bản
- Ō Sadaharu (Hán Việt: Vương Trinh Trị), cầu thủ bóng chày người Nhật Bản gốc Đài Loan

## Khác
- Vàng Pao (âm Hán Việt: Vương Bảo, 1929-2011), thủ lĩnh quân sự người H'Mông ở Lào, sau di tản sang Hoa Kỳ.

## Nhân vật hư cấu mang họ Vương
- Vương Thúy Kiều, và anh em cha mẹ trong nhà trong Kim Vân Kiều Truyện của Thanh Tâm Tài Nhân và Truyện Kiều của Nguyễn Du
- Vương Hy Phượng: vợ Giả Liễn, cháu Vương Phu Nhân, chị họ của Giả Bảo Ngọc trong Hồng Lâu Mộng của Tào Tuyết Cần, nổi tiếng là một người xinh đẹp, sắc sảo nhưng cũng không kém phần chua ngoa đanh đá, là người nắm hết quyền hành của phủ Vinh Quốc, có tài cai quản nhà cửa rất khéo léo và chu toàn.